# 녹동고등학교
녹동고등학교(鹿洞高等學校)는 대한민국 전라남도 고흥군 도양읍 용정리에 있는 공립 고등학교이다.

## 학교 연혁
- 1973년 4월 7일 : 고흥녹동고등학교 설립 추진위원회 구성
- 1974년 1월 5일 : 고흥녹동고등학교 인가
- 1974년 3월 8일 : 개교
- 2004년 3월 1일 : 녹동고등학교로 교명 변경
- 2023년 9월 1일 : 제21대 이소영 교장 부임
- 2025년 2월 6일 : 제49회 졸업식 졸업생 84명, 총 졸업생 8,122명
- 2025년 3월 4일 : 입학식(61명 입학 남 26명, 여 35명)

## 참고 자료
- 녹동고등학교 - 한국교육학술정보원 학교알리미